# Elisabeth Flickenschildt
Elisabeth Ida Marie Flickenschildt (16 de março de 1905 – 26 de outubro de 1977) foi uma atriz alemã, produtora e autora. Ela apareceu em dezenas de filmes em língua alemã e produções de televisão, de 1935 a 1976.

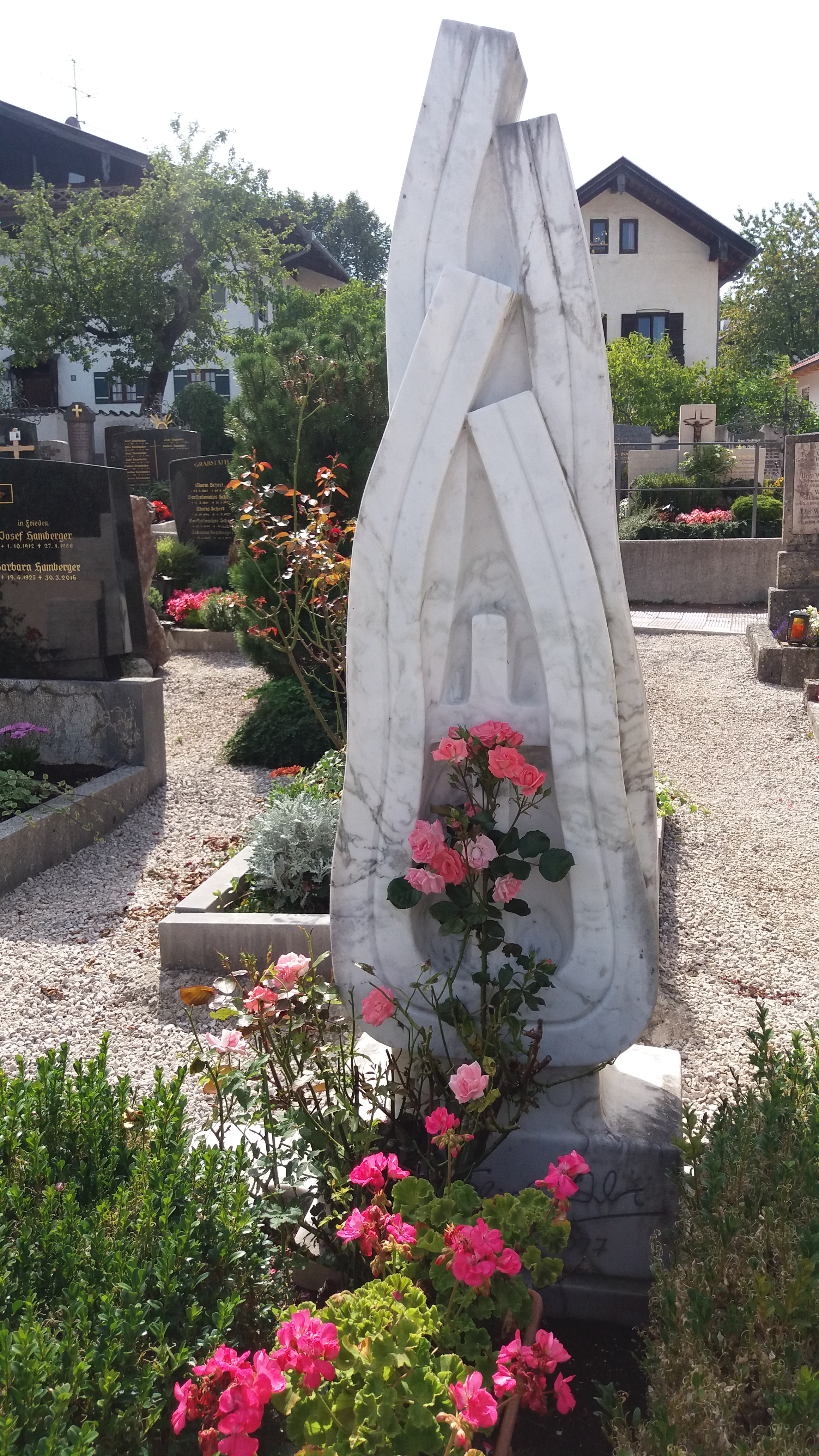
Túmulo de Elisabeth Flickenschildt

## Filmografia selecionada
- 1935: Großreinemachen
- 1936: Du kannst nicht treu sein
- 1937: Heiratsschwindler / Die rote Mütze
- 1937: Der zerbrochene Krug
- 1973: Der Kommissar, Folge 61: Der Geigenspieler (TV)
- 1974: Als Mutter streikte
- 1975: MitGift
- 1976: Nuit d'or - Die Nacht aus Gold (Nuit d'or)